# 比格諾蒂 (亞利桑那州)
比格諾蒂（英語：Bignotti）是位於美國亞利桑那州亞瓦派縣的一個非建制地區。該地的面積和人口皆未知。

## 地理
比格諾蒂的座標為34°40′38″N 111°57′01″W / 34.67722°N 111.95028°W，而該地的平均海拔高度為983米（即3225英尺）。